# عبد الرحمن بن علي بن حسان
عبد الرحمن بن علي بن حسان (750 - 818 هـ) شيخ وقاضي ومؤرخ من العلماء الحضارمة المثقفين الذين تفرقوا في فنون عديدة وحازوا شهرة ذائعة في مختلف الأصقاع. أسند إليه قضاء بلدته ريدة المشقاص وجهاتها وقد غدى إليه المرجع والقضاء في جميع المرافق الشرعية. ومن أبرز مؤلفاته التاريخية كتاب «البهاء» الذي يعد أقدم ما وجد في الحديث عن تاريخ حضرموت.

## مولده ونشأته
ولد بريدة المشقاص (الريدة الشرقية حاليًا) بحضرموت في أجواء عام 750 هـ. وواضح أن تربيته تريمية ومن مناهل علمائها ارتوى ثم عاد إلى ريدة المشقاص متضلعًا من علوم كثيرة كالفقه والتاريخ والفلك، ثم ما لبث أن عيّن قاضيًا بعد وفاة والده.

## مؤلفاته
إن القضاء وتحمل أعبائه من الشواغل للمرء بمكان عظيم ولكن لم يشغله هذا عن التأليف وحفظ الآثار فله تصانيف وقصائد بليغة منها:
| - شرح على كتاب «جامع المختصرات» لأحمد بن عمر المدلجي - «نكت على المهذب» لأبي إسحاق الشيرازي - «نبذة في أدلة التنبيه» لأبي إسحاق الشيرازي | - «البهاء في تاريخ حضرموت» - «تاريخ وفيات الأعيان ومواليدهم» - «مناقب الفقيه المقدم محمد بن علي باعلوي» |

## وفاته
توفي بقرية كروشم بالقرب من ريدة المشقاص سنة 818 هـ.

### استشهادات
1. ↑  ابن حميد الكندي، سالم بن محمد (1424 هـ). تاريخ حضرموت المسمى بالعدة المفيدة الجامعة لتواريخ قديمة وحديثة. صنعاء، اليمن: مكتبة الإرشاد. ج. الجزء الأول. ص. 138. {{استشهاد بكتاب}}: تحقق من التاريخ في: |تاريخ= (مساعدة)
2. ↑  "التعريف بآل حسان". عائلة آل حسان. مؤرشف من الأصل في 2020-08-10.
3. ↑  الحداد، علوي بن طاهر (1388 هـ). عقود الألماس بمناقب الإمام العارف بالله الحبيب أحمد بن حسن العطاس (PDF). القاهرة، مصر: مطبعة المدني. ج. الجزء الثاني. ص. 77. {{استشهاد بكتاب}}: تحقق من التاريخ في: |تاريخ= (مساعدة)
4. ↑  الحامد، صالح بن علي (1423 هـ). تاريخ حضرموت. صنعاء، اليمن: مكتبة الإرشاد. ج. الجزء الثاني. ص. 686. {{استشهاد بكتاب}}: تحقق من التاريخ في: |تاريخ= (مساعدة)
5. ↑  خرد، محمد بن علي (2002). غرر البهاء الضوي ودرر الجمال البديع البهي. القاهرة، مصر: المكتبة الأزهرية للتراث. ص. 539.
6. ↑  باحنان، محمد بن علي زاكن (1420 هـ). جواهر تاريخ الأحقاف. جدة، السعودية: دار المنهاج. ص. 453. {{استشهاد بكتاب}}: تحقق من التاريخ في: |تاريخ= (مساعدة)
7. ↑  شنبل، أحمد بن عبد الله (1424 هـ). تاريخ شنبل. صنعاء، اليمن: مكتبة صنعاء الأثرية. ص. 162. {{استشهاد بكتاب}}: تحقق من التاريخ في: |تاريخ= (مساعدة)